# World Series of Poker 1975
1975 års World Series of Poker (WSOP) pokerturnering hölls vid Binion's Horseshoe.

## Inledande event
| Event                      | Vinnare       | Pris (USD) | Tvåa  |
| -------------------------- | ------------- | ---------- | ----- |
| $1 000 Seven Card Razz     | Sam Angel     | $17 000    | Okänt |
| $1 000 Deuce to Seven Draw | Billy Baxter  | $35 000    | Okänt |
| $5 000 No Limit Hold'em    | Jay Heimowitz | $32 000    | Okänt |
| $1 000 Seven Card Stud     | Johnny Moss   | $44 000    | Okänt |

## Main Event
21 stycken deltog i Main Event. Varje deltagare betalade $10 000 för att delta.

### Finalbordet
| Placering | Namn                  | Pris     |
| --------- | --------------------- | -------- |
| 1         | Brian "Sailor" Robert | $210 000 |
| 2         | Bob Hooks             | Inget    |
| 3         | Okänt                 | Inget    |
| 4         | Okänt                 | Inget    |
| 5         | Okänt                 | Inget    |
| 6         | Okänt                 | Inget    |